# Wydział Lekarski Uniwersytetu Jana Kazimierza we Lwowie
Wydział Lekarski Uniwersytetu Jana Kazimierza we Lwowie – wydział w ramach Uniwersytetu Jana Kazimierza we Lwowie.
Po odzyskaniu przez Polskę niepodległości w okresie II Rzeczypospolitej Wydział Lekarski Uniwersytetu Jana Kazimierza we Lwowie kontynuował działalność otwartego w 1894 roku Wydziału Lekarskiego Uniwersytetu Lwowskiego.
W roku akademickim 1922/1923 na wydziale działało 21 katedr zwyczajnych i 2 nadzwyczajne. W 1930 otwarto Oddział Farmaceutyczny. W roku akademickim 1938/1939 na wydziale działało 24 katedry (łącznie z klinikami). 
Dziekanem wydziału na rok 1936/1937 został wybrany prof. Marian Franke. Ostatnim dziekanem w okresie II RP na polskim UJK był prof. dr Witold Nowicki wybrany na przełomie czerwca/lipca 1939.
Po agresji ZSRR na Polskę i aneksji miasta przez ZSRR wydzielony ze struktury Uniwersytetu i przekształcony w Lwowski Państwowy Instytut Medyczny z dwoma wydziałami: Lekarskim i Farmacji. W czasie okupacji niemieckiej Lwowa (1941-44) działał półlegalnie, tolerowany przez okupanta jako tzw. medyczne kursy zawodowe, jako jedyny wydział lekarski na okupowanym terytorium II Rzeczypospolitej.
Po II wojnie światowej pracownicy naukowi wydziału zostali zatrudnieni m.in. na Wydziale Lekarskim Uniwersytetu i Politechniki we Wrocławiu.